# ایوان دیانوف
ایوان دیانوف (انگلیسی: Ivan Deyanov; ۱۶ دسامبر ۱۹۳۷ – ۲۶ سپتامبر ۲۰۱۸) بازیکن و مربی فوتبال اهل بلغارستان بود.
از باشگاه‌هایی که در آن بازی کرده‌است می‌توان به باشگاه فوتبال لوکوموتیو صوفیه اشاره کرد.
وی همچنین در تیم ملی فوتبال بلغارستان بازی کرده‌است.